# جواو ميغيل باربوسا موريرا
جواو ميغيل باربوسا موريرا (بالبرتغالية: João Miguel Barbosa Moreira‏) (2 مارس 1998 - ) هو لاعب كرة قدم برتغالي في مركز الدفاع.

## وصلات خارجية
- جواو ميغيل باربوسا موريرا على موقع قاعدة بيانات كرة القدم.إي يو (الإنجليزية)
- جواو ميغيل باربوسا موريرا على موقع Soccerway.com (الإنجليزية)